# Maurice Radiguet
Pour les articles homonymes, voir Radiguet.
Jules Maurice Radiguet, né le 12 juillet 1866 à Paris et mort le 24 février 1941 à Saint-Maur-des-Fossés, est un illustrateur, caricaturiste et auteur de bande dessinée français.
Il utilisa les pseudonymes de Rad et Sidley.

## Biographie
Il est né d'Eugénie Augustine Françoise Perray (1827-1907) et de Louis Sidelly Radiguet (1837-1873), couple d'opticiens installé au 15 rue des Filles-du-Calvaire, mariés en 1854 et qui travaillaient dans leur commerce avec Honoré Antoine Radiguet, l'oncle de Maurice Radiguet. Il épouse Jeanne-Marie-Louise Tournier (1884-1958) le 23 juin 1902 à Saint-Maur-des-Fossés (Val-de-Marne) ; le couple aura dix enfants[réf. nécessaire], dont l'aîné, Raymond (1903-1923), écrivain et auteur du Diable au corps.
Raymond effectue d'abord des études commerciales pour continuer dans la Maison d'optique Radiguet dirigée par son oncle, mais, vers 1885, ayant fréquenté des académies de dessin, il se lance comme illustrateur de presse, notamment pour L'Éclipse. Il effectue des croquiste d'audience, et conçoit des planches pour la Maison Quantin,.
Il fournit des dessins à nombre de revues satiriques parisiennes : Le Rire, Le Petit Illustré amusant, Fantasio, Guignol, Pierrot, Le Bon Vivant. La Jeunesse illustrée, Les Belles Images, L'Almanach Vermot. Il a aussi travaillé pour quelques quotidiens : Le Journal, Le Matin. Il eut en charge l'illustration complète de trente-neuf numéros de La Vie parisienne. Le journal Jugend de Munich publia parfois ses dessins et caricatures (il illustre la couverture du no 24 en 1897).
Ses premiers strips signés Rad paraissent dans L'Épatant à partir de 1912, mettant en scène « Duronflar ».
De styles très variés, ses dessins sont parfois proches de l'esthétique des artistes de la Revue blanche.
Sa collaboration très active à la revue anarchiste L'Assiette au beurre nous révèle la part sombre de son humour.
Durant la Première Guerre mondiale, il illustre également de nombreuses cartes postales humoristiques.
Après 1918, et jusqu'en 1940, toujours très actif, il ne cesse de fournir des dessins à la presse. On conserve de lui une correspondance avec Francis Poulenc (1923-1924) en lien avec la mort de son fils aîné.

## Ouvrages illustrés
- Alphonse Allais, L'Arroseur, Paris, Félix Juven, 1901.
- L'Actrice chaste et le capitaine amoureux, coll. « Bibliothèque galante », Paris, Ollendorff, 1901.
- avec Marcel Arnac, La Chasse aux maisons boches, Paris, Ollendorff, [avant 1919].
- Comtesse de Ségur, Les Malheurs de Sophie, signé Rad, Paris, éd. de La Semaine Vermot, 1927.
- John Crickry veut gagner sa vie, bande dessinée, Liège, Gordinne, 1934 — sur Gallica.

Illustrations de Maurice Radiguet
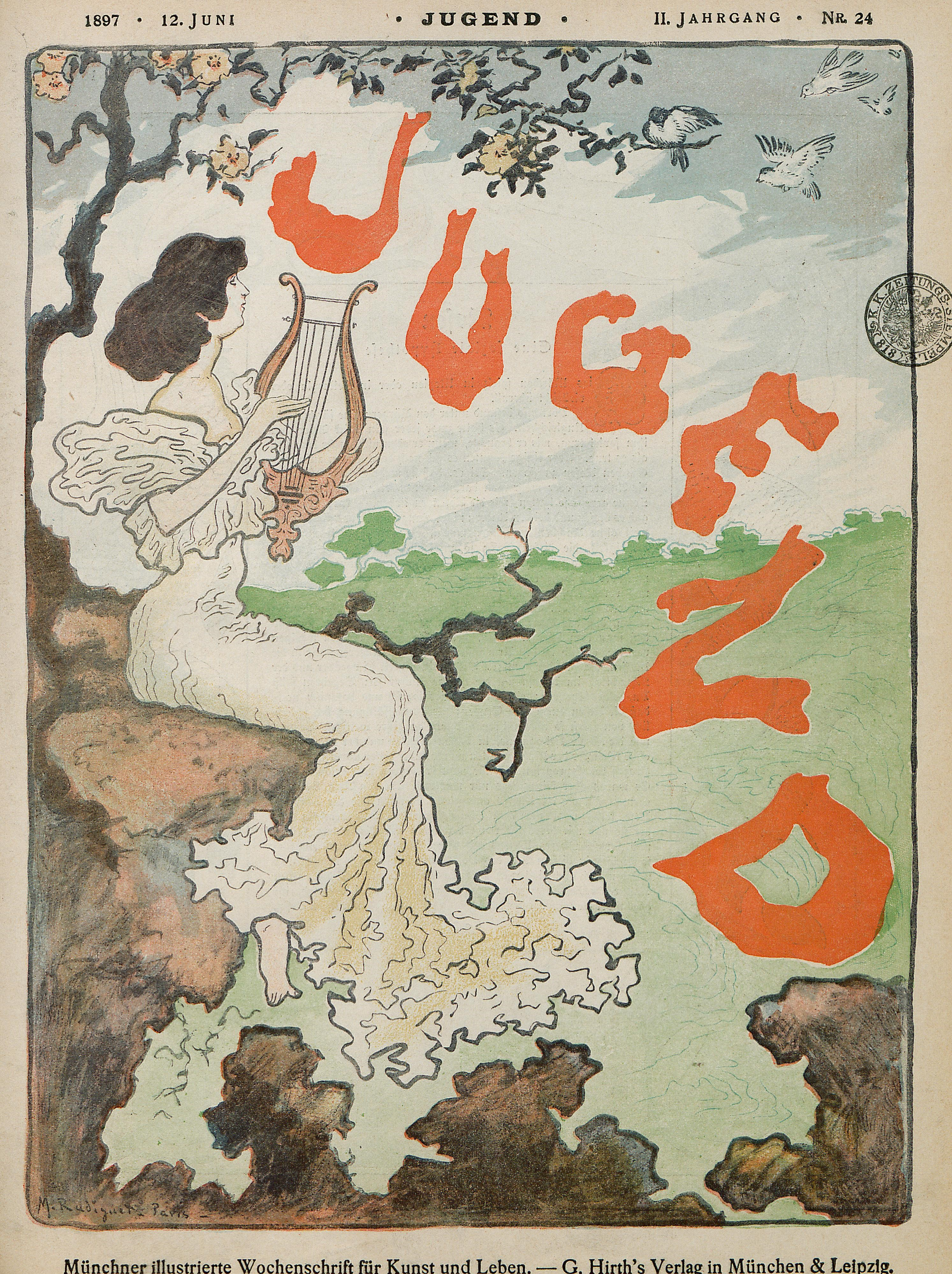
Couverture pour Jugend, no 24 (1897).
- Illustrations pour L'Arroseur d'Alphonse Allais, publié chez Félix Juven (1901).
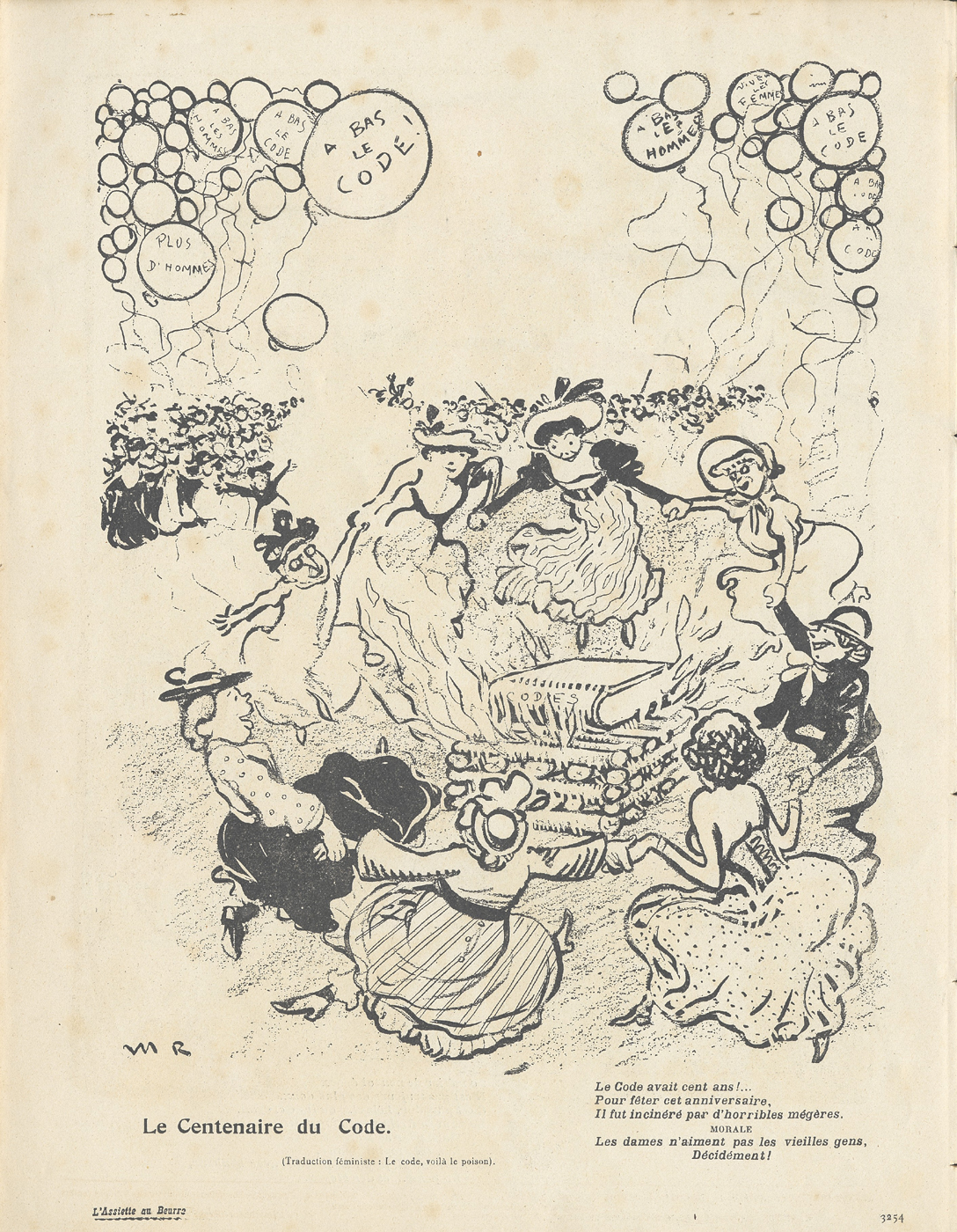
« Le centenaire du Code », L'Assiette au beurre, décembre 1904[6].
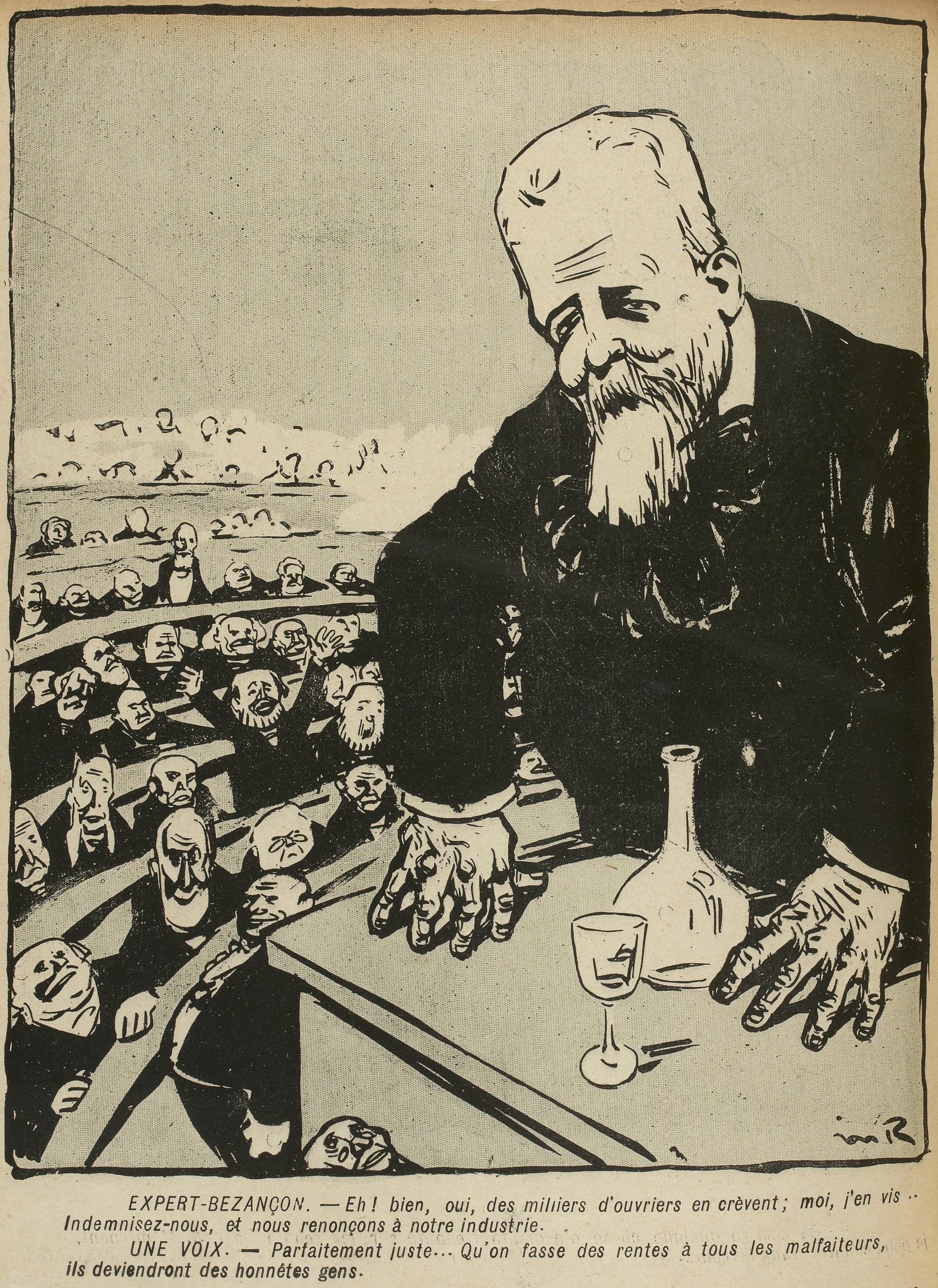
Caricature d'Expert-Bezançon à propos du scandale du blanc de céruse, L'Assiette au beurre, no 210, 8 avril 1905.